# ویلماونت
ویلماونت (به انگلیسی: Valemount) یک منطقهٔ مسکونی در کانادا است که در بریتیش کلمبیا واقع شده‌است. ویلماونت ۵٫۱۷ کیلومتر مربع مساحت و ۱٬۰۲۰ نفر جمعیت دارد.